# آسانو ناگاآکیرا
آسانو ناگاآکیرا ((به ژاپنی: 浅野 長晟 Asano Nagaakira)؛ ۱۵۸۶ – ۱۶۳۲) سیاست‌مدار دایمیو اهل ژاپن در دوره ادو در قلمروی کیشو بود که بعداً قلمروی وی به قلمروی هیروشیما انتقال یافت.